# Владімір Франц
Володимир Франц (нар. 25 травня 1959, Прага, Чехословаччина) — чеський композитор, живописець, університетський вчений, журналіст, поет і драматург. Автор сценічної музики для 150 театральних вистав, симфонії, кількох опер, ораторії, мюзиклу, балету, а також музики до кіно та радіоп'єс. Другий основний напрямок його діяльності в галузі мистецтв представлений живописом. З 1991 року — викладач празького театрального факультету. 2012 року він був зареєстрований кандидатом на виборах президента Чехії 2013 року. Має надзвичайно обширне татуювання.

## Біографія
Володимир Франц народився в Празі. Навчався в гімназії. У 1978 році поступив на юридичний факультет Карлового університету (1978—1982). Під час навчання читав приватні лекції з живопису, композиції, історії мистецтва та історії музики.
Після навчання Франц працював на різних роботах, в тому числі викладачем середньої школи. У 1981 році став співзасновником театру «Китка» і поступово переніс увагу на сценічну музику.
З 1991 року працював викладачем на театральному факультеті Академії виконавських мистецтв у Празі. У 2004 році він був призначений професором драматичного мистецтва.
У 2013 році був кандидатом на виборах президента Чехії. Він посів 5 місце у першому турі з 6,84 % (351 916 голосів) але не пройшов участь у другому турі.

## Татуювання
Володимир Франц відомий великими татуюваннями, в тому числі і на обличчі. Його незвичайна зовнішність привернула увагу світової преси під час президентських виборів 2013 року.

## Нагороди
Франц є шестиразовим лауреатом премії імені Альфреда Радока:
- 1998 — сценічна музика до вистави «Блудені» (Ярослав Дурич), режисер Я. А. Пітінський, Національний театр, Прага
- 2000 — сценічна музика до вистави «Гамлет» (Вільям Шекспір), режисер Володимир Моравек, Кліпперово Дівадло, Градец Кралове
- 2002 — сценічна музика до вистави «Маркета Лазарова» (Владислав Ванчура), режисер Я. А. Пітінський, Національний театр, Прага
- 2005 — сценічна музика до вистави «Відданість хресту» (Педро Кальдерон де ла Барса), режисер Хана Бурешова, міський театр Брно
- 2006 — сценічна музика до вистави «Амфітріон» (Мольєр), режисер Хана Бурешова, міський театр Брно
- 2007 — сценічна музика до вистави Smrt Pavla I., міський театр Брно

## Опубліковані твори
- Каменний мост — 1997 рік
- Фауст — 1998 рік
- Циркус Гумберто — 1998 рік
- Júdit Tractatus Pacis — 1999

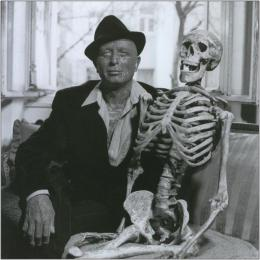
Франц позує з людським скелетом, 2012 рік.

- Володимир Франц про Народні дівадло — 1999
- Газдіна робота — 2000
- Рут — 2001
- Круги до леду — 2002
- Ха-Гамлет ! ! ! (Шекспіровська світа) — 2005
- Триптих: Smrt Pavla I, Amfitryon, Znamení kříže — 2007